# آيت عبا (دار أم السلطان)
آيت عبا هي إحدى مشيخات المملكة المغربية، تتبع جغرافيا لعمالة مكناس وإداريًا لدار أم السلطان. يقدر عدد سكانها بـ 5199 نسمة حسب الإحصاء الرسمي للسكان والسكنى لسنة 2004.